# デイヴィッド・ハーレイ
デイヴィッド・ジョン・ハーレイ（英: David John Hurley、1953年8月26日 - ）は、オーストラリアの元軍人。最終階級は陸軍大将。ニューサウスウェールズ州総督を経て、2019年7月1日から2024年7月1日までオーストラリアの総督を務めた。
42年におよぶ軍歴で、1993年にはソマリアのソレイス作戦に派遣されたほか、第1旅団長（1999年 - 2000年）、軍事能力開発部長（2003年 - 2007年）、合同作戦部長（2007年 - 2008年）、国防軍副司令官（2008年 - 2011年）を歴任した。2011年7月4日にアンガス・ヒューストン空軍大将の後任の国防軍司令官に着任し、2014年6月の退役まで在任した。同年10月2日、ニューサウスウェールズ州総督に就任した。

## 経歴

### 生い立ち
ニューサウスウェールズ州ウロンゴンに生まれる。父ジェームズ・ハーレイはイラワラの鉄鋼メーカー勤務。母のノーマも雑貨店に勤めていた。同州ポートケンブラで育ち、1971年にポートケンブラ高校を卒業。その後、ダントルーン王立陸軍士官学校とディーキン大学を卒業した。
妻リンダ（旧姓マクマーティン）とのあいだに3子がいる。

### 軍歴

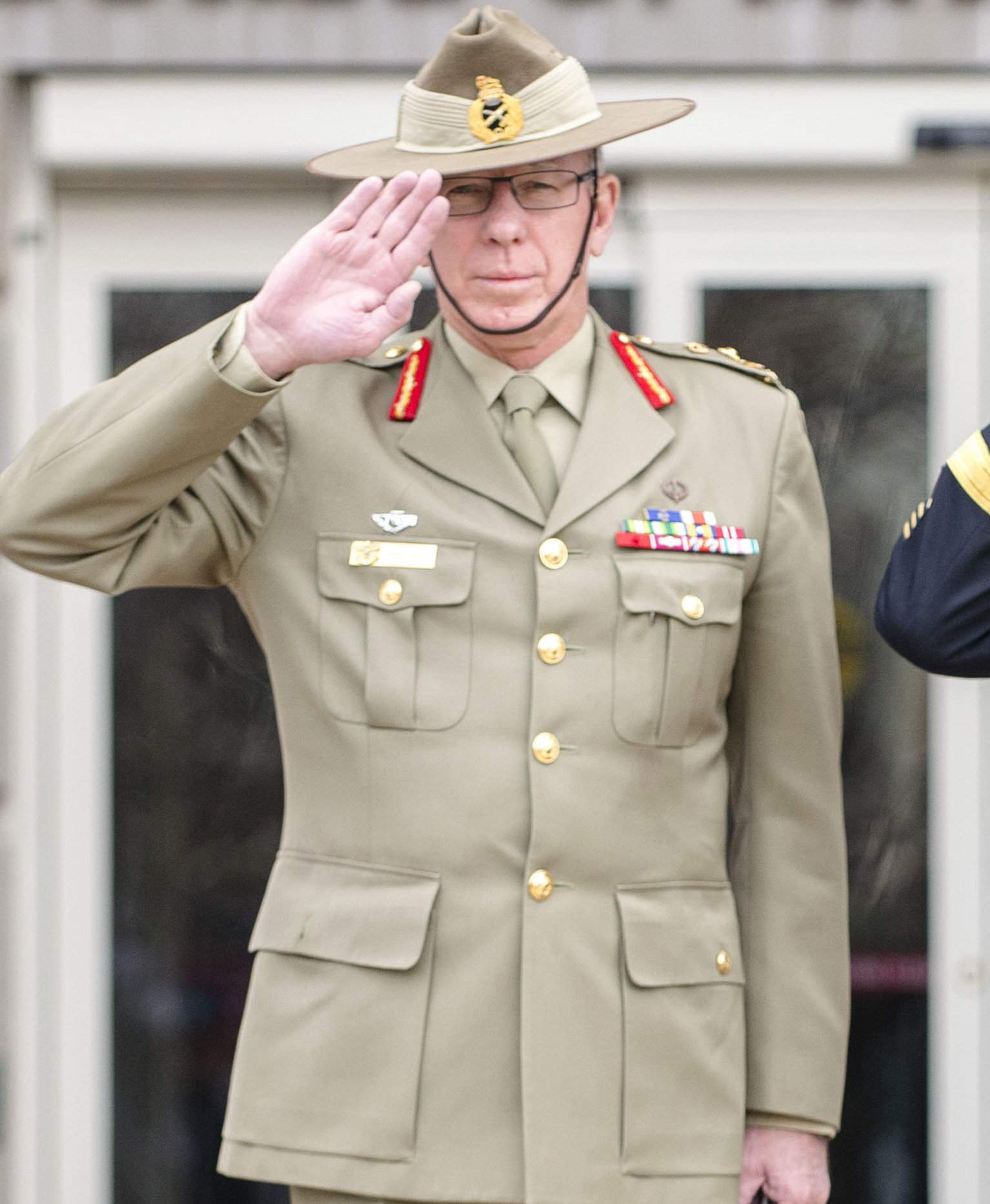
参謀総長時代のハーレイ（2013年）

1972年1月、士官候補生としてダントルーン王立陸軍士官学校に入校。1975年12月に卒業し、中尉としてオーストラリア王立歩兵第1連隊第1大隊 (1RAR) に配属された。その後、大尉に昇格し、シドニー大学連隊や王立歩兵大隊の副官となった。さらにアイルランド近衛連隊第1大隊への派遣を経て、オーストラリア王立歩兵第5・第7大隊に配属された。
中佐昇格後は1990年に軍事事務局上級キャリアアドバイザー（装甲・砲兵・工兵・歩兵）、1991年初頭に第2師団本部附、1991年11月に歩兵第1連隊第1大隊長と異動を重ねた。1993年には、ソマリアにおけるオーストラリア軍のソレイス作戦で同大隊を率い、この功労により殊勲十字章を受章した。1994年に第1師団本部附となった。
大佐昇格後の1994年6月には、第1師団参謀長となった。1996年から1997年までアメリカ陸軍戦略大学に派遣された後、陸軍参謀長軍事秘書官、さらに1997年12月に戦備・動員部長としてオーストラリア国防本部に異動となった。
准将時代は1999年1月にダーウィンの第1旅団長となり、東ティモールにおけるオーストラリア軍の作戦を支援した。
少将昇格後の2002年12月にはオーストラリア陸軍の国土司令官 (Land Commander) を務めた。中将時代は2003年12月に軍事能力開発部長、2007年9月に新設された合同作戦部長となったのち、2008年7月に国防軍副司令官に上り詰めた。
大将昇格後の2011年7月4日、アンガス・ヒューストン空軍大将の後任として国防軍司令官となった。2012年1月にはオーストラリア軍入隊から40年となり、1月20日にパリでフランス軍参謀総長からレジオンドヌール勲章（オフィシエ）を授与された。また、2月には同じく軍人生活40周年を記念して国防軍従軍記章（メダル）が授与された。2014年6月30日、国防軍司令官のポストをマーク・ビンスキン空軍大将へ引き継ぎ、オーストラリア陸軍を退役した。

### ニューサウスウェールズ州総督
2014年6月5日、ニューサウスウェールズ州首相のマイク・ベアードから、マリー・バシールの後任の州総督に指名された。その後、バシールが任期満了を迎えた10月2日に総督に就任した。2015年3月17日には、シドニーの総督公邸で行われた式典で団長のニール・コンから聖ヨハネ騎士団（1888年にヴィクトリア女王によって設立された団体）のメンバーに叙任された。

### オーストラリア総督

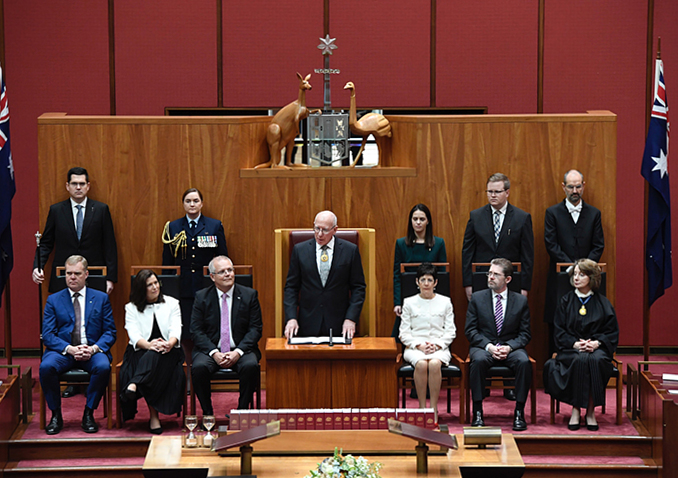
ハーレイの総督就任式

2018年12月16日、オーストラリア首相のスコット・モリソンは、女王エリザベス2世が2019年7月1日に就任する次期総督にハーレイをあてる人事を承認したと発表した。エリザベス2世の即位後に生まれた人物がオーストラリア総督となるのは、これがはじめてであった。後任のニューサウスウェールズ州総督には、マーガレット・ビーズリーが指名された。7月1日にキャンベラのオーストラリア連邦議事堂で第27代総督としての就任式が行われ、そこでハーレイは地元のアボリジニのングナワル語でも演説を行った。
2019年9月11日、キャンベラのオーストラリア国立美術館でインドネシア大使館が主催した「インドネシア・ナショナルデー」レセプションに出席したハーレイは、インドネシア語で演説を行った。インドネシア語での演説が終わった後、英語で再び演説を行ったが、オーストラリアの総督が対外的な声明をインドネシア語で行ったのはこれがはじめてであった。
総督在任中、ハーレイはモリソンに「オーストラリアン・フューチャー・リーダーズ・ファウンデーション・リミテッド」という指導者養成プログラムを紹介した。その後、このプログラムは事務所や公式サイト、従業員もいないにもかかわらず、1800万ドルの補助金が支給された。しかし、アンソニー・アルバニージーが首相に就任したのちの2022年9月に、「成果を収めていない」としてこの補助金は廃止された。同政権の財務大臣ジム・チャルマーズは、このプログラムにおけるハーレイの役割に捜査がおよぶことはないとの見通しを示した。
2020年3月から2021年5月にかけて、首相のモリソンが秘密裡に閣僚を兼務していたことが判明した際にも、ハーレイの関与が問題となった。しかし、調査の結果、ハーレイにはモリソンの助言を拒否する裁量がなかったと結論づけられ、ハーレイに対する批判は「不当なもの」とされた。

## 栄典
|                                   | オーストラリア勲章コンパニオン (AC)                  | 2010年1月26日  |
| オーストラリア勲章オフィサー (AO) | 2004年1月26日                                        |                |
|                                   | 殊勲十字章 (DSC)                                     | 1993年11月26日 |
|                                   | セントジョン勲章ナイト                               | 2015年3月17日  |
|                                   | オーストラリア特別従軍記章                           | [ 28 ]         |
|                                   | オーストラリア従軍記章                               | [ 28 ]         |
|                                   | フェデレーション・スター付き国防軍従軍記章           | 軍勤続40年記念 |
|                                   | オーストラリア国防記章                               | [ 28 ]         |
|                                   | レジオンドヌール勲章オフィシエ（フランス）           | 2012年1月20日  |
|                                   | レジオン・オブ・メリットコマンダー（アメリカ合衆国） | 2012年5月10日  |
|                                   | 軍役勲章ナイト・グランド・コマンダー（マレーシア）   | 2012年         |
|                                   | 大功労軍事勲章1等（インドネシア）                    | 2012年11月19日 |
|                                   | 殊勲従軍勲章（シンガポール）                         | 2013年2月13日  |
|                                   | タイ王冠勲章ナイト・グランド・クロス（タイ）         | 2013年4月5日   |
|                                   | 功労勲章金章（オランダ）                             | 2014年6月      |
|                                   | 東ティモール勲章大頸飾（東ティモール）               | 2022年5月      |